# Лозовая (Хмельницкая область)
Лозова́я (укр. Лозова́) — село в Волочисском районе Хмельницкой области Украины.
Население по переписи 2001 года составляло 799 человек. Почтовый индекс — 31240. Телефонный код — 3845. Занимает площадь 1,838 км². Код КОАТУУ — 6820983502.

## Местный совет
31240, Хмельницкая обл., Волочисский р-н, с. Копачовка